# Семиана
Семиа̀на (на италиански: Semiana; на ломбардски: Semiäna, Семиена) е село и община в Северна Италия, провинция Павия, регион Ломбардия. Разположено е на 97 m надморска височина. Населението на общината е 213 души (към 2017 г.).